# Saint-Victor-Montvianeix

Saint-Victor-Montvianeix este o comună în departamentul Puy-de-Dôme, Franța. În 2009 avea o populație de 265 de locuitori.